# Llibre copiador
Rep el nom de  Llibre copiador  un manuscrit que conté la transcripció de nou cartes aparentment enviades per Cristòfor Colom als Reis Catòlics en diferents moments i que va sortir a la llum pública a Tarragona, el 1985. Per la forma de la lletra s'ha estimat que el llibre podria datar de l'últim terç del segle xvi. La majoria dels nou documents són "cartes-relacions" que narren els successos dels diferents viatges de descobriment de Colom a les Índies; set eren desconeguts anteriorment i els altres dos contenen un text sensiblement diferent del que ja es coneixia.
No hi ha unanimitat sobre si el contingut transcrit al Llibre copiador és obra de Colom però la majoria dels historiadors accepten la seva autenticitat. Si es confirmés com a autèntic, la troballa del  Llibre copiador constituiria el descobriment de documents relatius als viatges de Colom més important del segle xx.

## Troballa i publicació

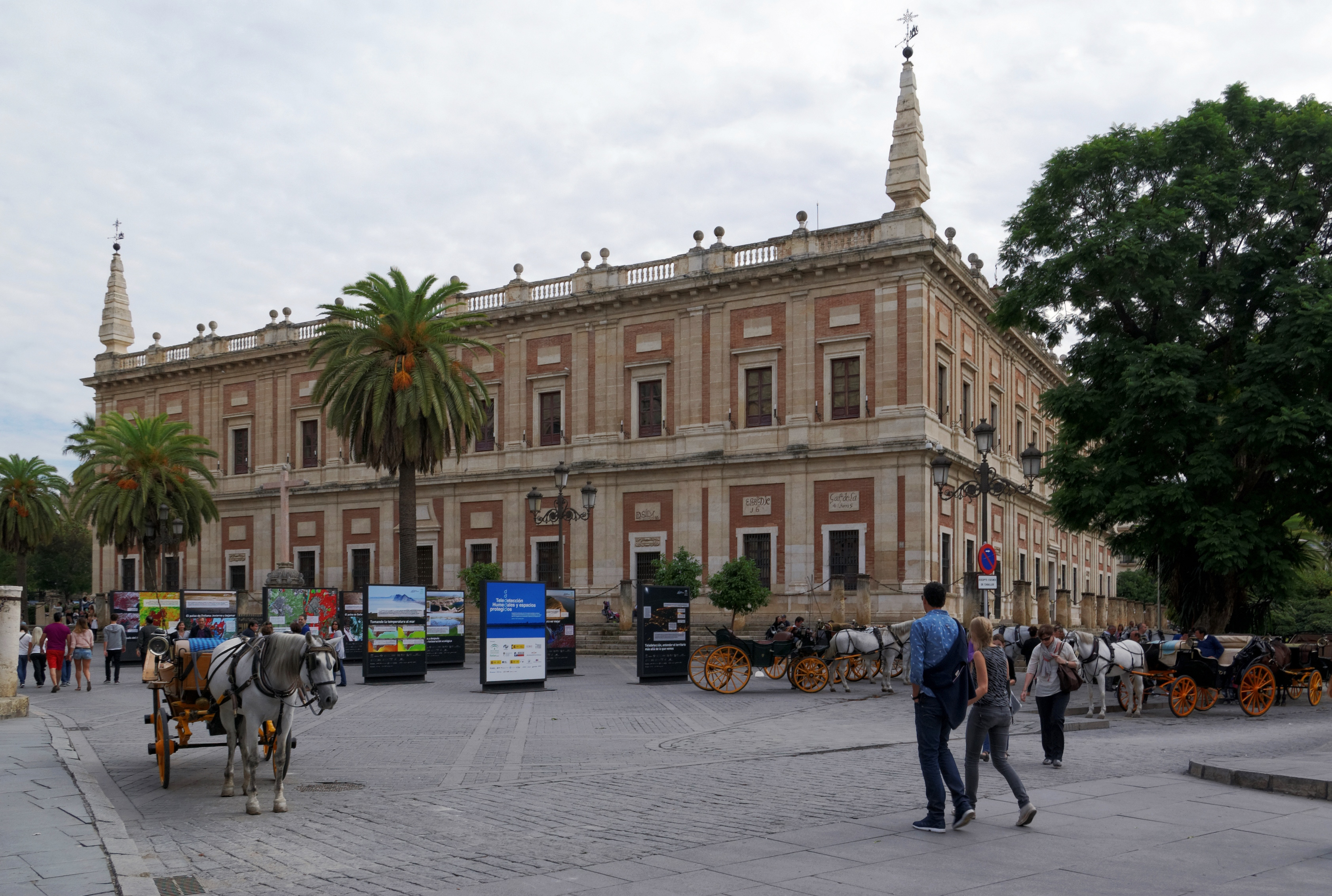
El Llibre copiador es troba dipositat a l'Arxiu General d'Índies de Sevilla.

El 1985 un llibreter de Tarragona anomenat José del Río, propietari de la llibreria antiquària "Catedral", va informar que havia arribat a les seves mans aquest manuscrit, sense especificar-ne el seu origen. Més tard va afirmar que l'havia trobat en un fons procedent d'una família de Mallorca.
El desembre de 1985 Mercedes Dexeus, directora del Centre del Tresor Bibliogràfic i Documental espanyol, va convidar als catedràtics Joan Gil i Consuelo Varela a inspeccionar la troballa. Aquests historiadors van dictaminar l'autenticitat, per la qual cosa l'Estat espanyol el va comprar el 1987 i el va dipositar a l'Arxiu General d'Índies de Sevilla el març de 1988.
El  Llibre copiador  va ser publicat en facsímil el 1989, en una edició conjunta entre el Ministeri de Cultura, el patronat del Cinquè Centenari i l'editorial Testimonio. La tirada es va limitar a 980 exemplars, numerats i certificats davant notari. Apart es van imprimir 42 exemplars destinats als 21 països de la comunitat hispanoamericana i 75 per a ús no comercial. Es va encarregar de dirigir la publicació l'historiador Antonio Rumeu d'Armes, que també va redactar dos volums complementaris de transcripcions i comentaris. Rumeu va transcriure els documents conservant la major part de l'ortografia original però afegint lletres majúscules i accents d'acord amb el castellà modern i modificant la puntuació. Juan Gil va criticar durament aquesta edició per estar plena d'errors i això el va motivar a publicar la seva pròpia transcripció el 1992.
| «                                                                    | [s'ha perdut] per incúria no sé de qui, a l'angle superior dret de les pàgines 63-72, trencat que, encara que ja esqueixat, es conservava encara en les fotocòpies que van posar al nostre abast. (...) És llàstima que l'edició príncep de les noves cartes colombines no faci honor a la ciència i saviesa acreditada l'il·lustre historiador, que va preparar al que sembla el text pressa i corrent, sense tractar de calar el seu veritable significat ni de solucionar els problemes que planteja. De vegades aquest apressament fa que Rumeu entengui el contrari del que diu l'original. | » |
| — Joan Gil, Cristòfor Colom. Textos i documents complets , pàg.76-79 | |   |

## Contingut

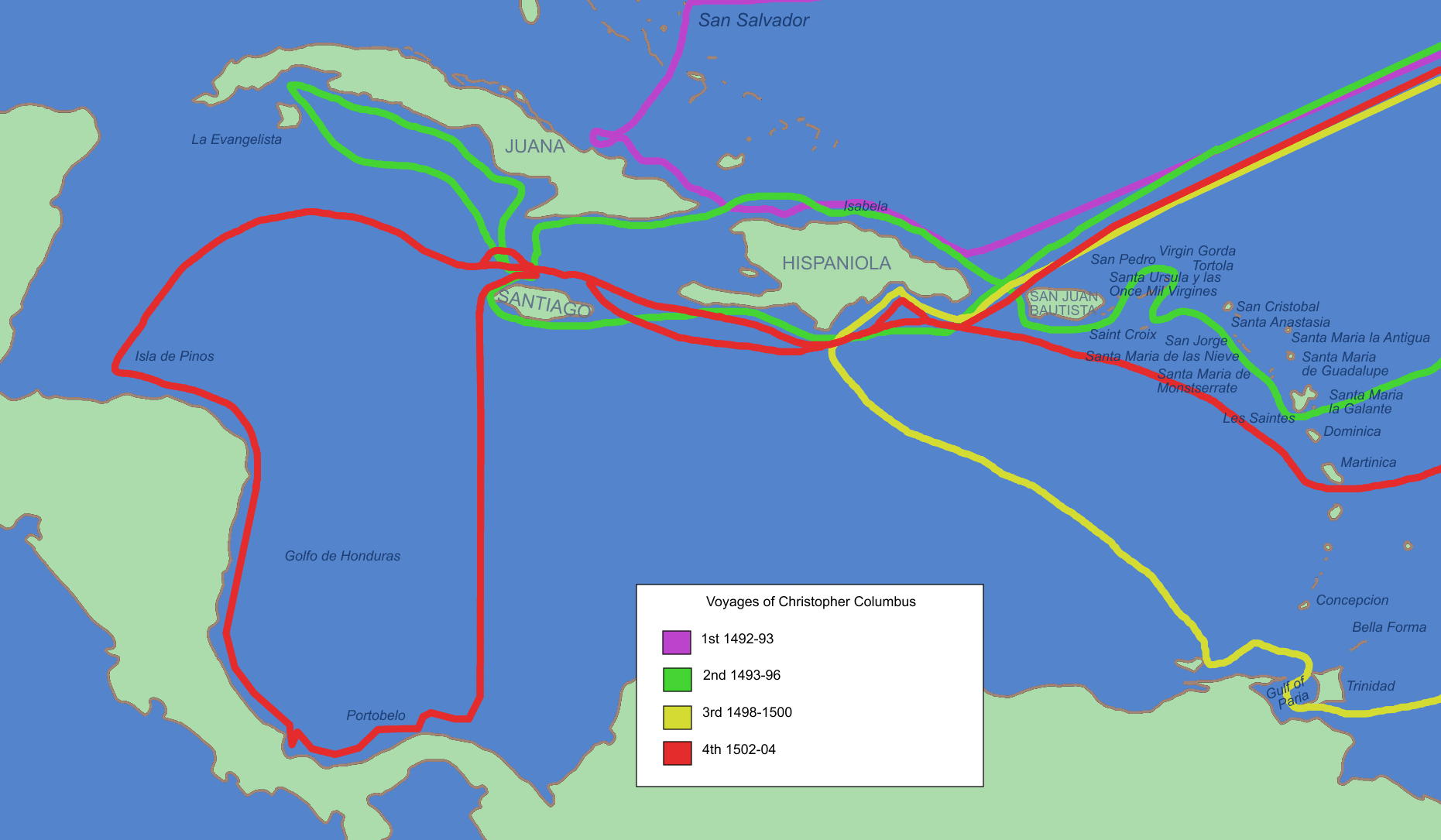
Mapa del Mar Carib amb possibles itineraris dels viatges de Colom.

El  Llibre copiador  consta de 38 folis, de dimensions 230 x 330 mm i escrits per ambdós costats. Conté les transcripcions de nou documents aparentment escrits per Cristòfor Colom entre 1493 i 1503 i dirigits tots als Reis: una 'carta-relació' sobre el Primer Viatge de Colom a les Índies i quatre sobre el segon, totes prèviament desconegudes, dos cartes personals breus de 1500, també inèdites, i altres dues cartes-relacions, relatives als viatges tercer i quart, que ja es coneixien però sota formes diferents de les que apareixen en el  Llibre copiador .
En el manuscrit les cartes estan copiades una darrere l'altra, en ordre cronològic i sense cap títol particular.

### Document 1
Carta datada "a la mar d'Espanya" el 4 març 1493 que relata el Primer Viatge de Colom. Es tracta d'un text estructurat de forma clara i coherent, el que implica que no va ser redactat precipitadament. El seu contingut és en part similar al de les cartes anunciant el descobriment de les Índies impreses i difoses per tot Europa en 1493, si bé també presenta diferències importants. Tot i ser més llarga en unes 300 paraules, aquesta carta als Reis dona menys detalls sobre les terres descobertes i els seus habitants, callant per exemple el nom indígena de la primera illa descoberta ("Guanaham" o "Guanahanyn" en les cartes impreses el 1493) o informacions sobre les canoes, la dieta i l'estructura social dels indis. A més a més omet punts problemàtics de les cartes prèviament conegudes que han ocasionat mals de cap als historiadors, com la latitud de l'Hispaniola, que sí que la donen les cartes impreses però amb un valor aparentment erroni, o la menció de les illes Canàries en el viatge de tornada. D'altra banda, el to d'aquesta carta és molt més messiànic que el de les cartes impreses, amb freqüents al·lusions a la intervenció divina i afirmant que l'objectiu de l'empresa era obtenir riqueses per finançar la conquesta de Jerusalem. També inclou una sol·licitud de Colom als monarques perquè li demanin al Papa que nomeni cardenal al seu fill (no especifica a quin d'ells).

### Document 2
Carta-relació sobre els primers mesos del Segon Viatge. No té data però Rumeu d'Armes estima que va haver de ser escrita el gener de 1494. Inclou el primer esment conegut de morts per verola entre els indis que Colom havia portat a Europa i que van tornar amb els descobridors a les Antilles. També explica com va ser exterminada la guarnició deixada per Colom a l'Hispaniola en el Primer Viatge però aquesta versió es considera menys creïble que la d'altres fonts ja conegudes com la carta del doctor Chanca. D'altra banda, descriu un mapa que ha dibuixat per a representar les terres descoberts en " aquest viatge i l'altre "i que s'adjunta amb la carta.

### Document 3
Carta-relació de l'exploració per via terrestre a Cibao durant el Segon Viatge. No té data, calculant Rumeu d'Armes que va haver de ser escrita el 20 d'abril de 1494. El text coincideix en gran part amb la crònica d'Andrés Bernáldez.

### Document 4
Carta-relació sobre l'exploració de les illes Hispaniola, Cuba i Jamaica en el Segon Viatge. Està datada a la ciutat d'Isabela a 26 febrer 1494 però ha de ser una error, ja que la carta narra successos de setembre de 1494, per la qual cosa possiblement la data sigui de febrer de 1495. Igual que el document anterior, aquesta carta conté passatges que coincideixen amb la crònica de Bernáldez.

### Document 5
Quarta carta-relació relativa al Segon Viatge, dedicada a l'exploració terrestre de l'illa Hispaniola. Datada a "la vega de La Maguana" a 15 d'octubre de 1495. Entre altres coses, Colom es queixa del mal comportament dels seus homes i demana als Reis que enviïn missioners a la Hispaniola. També justifica l'haver enviat un carregament d'indis esclavitzats a Castella perquè no eren cristians i detalla les millors maneres d'explotar el seu treball.

### Document 6
Carta-relació del Tercer Viatge. Sense data, Rumeu d'Armes afirma que Colom la va redactar en Santo Domingo al setembre de 1498. Es coneixia ja una  Relació del Tercer Viatge  de Colom per una còpia transcrita per Bartolomé Casaus i una altra inclosa en el seu  Història de les Índies . No obstant això, el text trobat al  Llibre copiador  presenta força diferències. Per exemple, al final d'alguns paràgrafs el Llibre afegeix frases que no apareixen en la versió de les Cases, sovint copiades de llibres que se sap va llegir Colom com ara el llibre d'Ailly, Ymago mundi .

### Document 7
Breu carta datada "a la ysla Espanyola, Olin Ofir" a 3 de febrer de 1500, amb postdata de 20 de novembre. Segons el text, aquesta nota acompanyava a una còpia de la seva carta de 1493 sobre el Primer Viatge (document n º 1 d'aquest  Llibre copiador ), que Colom tornava a enviar als Reis com a recordatori ara que estava caient en desgràcia.

### Document 8
Carta també datada "a la ysla Espanyola, Olin Ofir nivell friti" el mateix dia que l'anterior (3 de febrer de 1500). Colom comunica als Reis la seva inquietud perquè sembla que no els han arribat algunes de les cartes que els va enviar, esmenta que fra Juan Pérez ha mort i reclama als Reis que li concedeixin les mercès que li havien promès.

### Document 9
Carta escrita des de Jamaica ("Janah" en el text ") el 7 juliol 1503 relatant el Quart Viatge. Es coneixien prèviament dues versions d'aquest document, una en castellà anomenada el" Manuscrit de Salamanca "i una altra en italià, anomenada la" Lettera Rarissima ", però el text recollit en el Llibre copiador  presenta diferències substancials respecte ambdues.

## Importància
Hi ha diversitat d'opinions sobre si el contingut del  Llibre copiador  es pot considerar paraules textuals de Cristòfor Colom. La majoria dels historiadors el van acceptar com autèntic quan va aparèixer, basant-se en la reputació de les persones que el van estudiar inicialment. Luis Arranz va expressar la seva sospita que la carta de 1493 pot contenir "algunes interpolacions ". Per la seva banda, David Henige va afirmar que és impossible assegurar plenament l'autenticitat d'un document del segle xvi. Més recentment, l'historiador Felipe Fernández-Armesto s'ha declarat clarament escèptic sobre l'autoria del Llibre copiador, insinuant que es tracta d'un frau.
Els relats de Hernando Colom i Bartomeu Casaus sobre els viatges de l'Almirall presenten coincidències amb alguns dels documents que recull el Llibre copiador , fet que implica que si efectivament Colom va escriure aquestes cartes-relacions ambdós biògrafs van haver de tenir accés en la seva època.
El  Llibre  no només aporta dades noves sobre els viatges de l'Almirall sinó que, repartits entre els documents, conté indicis diversos sobre altres aspectes de la seva vida com ara la seva família i les seves teories geogràfiques. Si és autèntic, la troballa del  Llibre copiador  hauria constituït el descobriment sobre els documents relatius a Colom més important del segle xx.